# Tribuna da Bahia
A Tribuna da Bahia é um jornal que circula no estado da Bahia e tem sede em Salvador. É atualmente o terceiro jornal mais importante do estado, ficando atrás do diário A Tarde e do Correio.

## História
A história do jornal remonta à década de 1960, quando em outubro de 1969 a Tribuna da Bahia fez sua primeira edição. Enquanto terminava a construção do prédio da rua Djalma Dutra e eram instalados os equipamentos que fariam do jornal o primeiro, no Brasil, a ser impresso no sistema off-set, uma redação era formada para editar a nova publicação.
Foi então montada a equipe de redação e dirigida pelo jornalista Joaquim Quintino de Carvalho, que começou adotando uma linguagem redacional moderna, aliado a um padrão gráfico inovador e a tratamento diferenciado na abordagem das notícias. Tanto que o títulos das notícias eram mostrados com certa heresia como "O papa Paulo VI", ao invés da forma reverencial "Sua Santidade, o eminente Papa Paulo VI...", Quintino morreu precocemente e deixou uma importante contribuição na história do jornal e de um modo geral, no jornalismo baiano.
Ainda passaram pela Tribuna nomes, hoje, famosos, alguns chefiando a redação, como Joaci Góes, Cid Teixeira, Sérgio Gomes, João Ubaldo Ribeiro, Grant Mariano, Raimundo Lima, João Santana, Bob Fernandes, Carlos Borges,  Antônio Risério, Marcelo Cordeiro, Tasso Franco e Carlos Libório.
Em 21 de outubro de 2010, foi lançada a edição de um livro onde foi apresentada uma retrospectiva da história da Bahia e do Brasil, através de capas das edições do jornal, separadas por décadas, em comemoração aos seus 40 anos. Nesses recortes constam momentos marcantes da política, economia, cultura e comportamento social dos últimos 40 anos. Na confecção do material foram selecionadas 24 reportagens principais feitas durante as décadas de 1970, 1980, 1990 e 2000 que foram apresentadas em exposição itinerante nos principais shoppings da capital baiana e no Aeroporto Luís Eduardo Magalhães.